# Élection sénatoriale partielle de 2012 dans la Nièvre
Une élection sénatoriale partielle dans la Nièvre a lieu le dimanche 2 décembre 2012. Elles ont pour but d'élire l'un des deux sénateurs représentant le département au Sénat à la suite de la démission de Didier Boulaud (PS).

## Contexte départemental
Lors des élections sénatoriales du 25 septembre 2011 dans la Nièvre, deux sénateurs PS ont été élus au 1er tour, Gaëtan Gorce et Didier Boulaud.
Didier Boulaud choisit de démissionner le 19 septembre 2012 conformément à l'engagement qu'il avait fait à Anne Emery-Dumas dont la candidature pour les élections sénatoriales de 2011 avait été invalidée en raison d'une loi empêchant les hauts-fonctionnaires de prétendre à concourir à un tel scrutin. Elle avait alors été élue pour la candidature lors d'une primaire socialiste en décembre 2010 avec 57,44 % des suffrages.
À la suite de cette démission, une élection sénatoriale partielle a lieu dans le département.

## Sénateur démissionnaire
| Sénateur | Sénateur       | Parti | Fonctions lors de l'élection en 2011             |
| -------- | -------------- | ----- | ------------------------------------------------ |
|          | Didier Boulaud | PS    | Sénateur sortant, conseiller municipal de Nevers |

## Rappel des résultats desélections sénatoriales de 2011
|                | Gaëtan Gorce      | PS             | 419 | 56,39  |  |  |
|                | Didier Boulaud    | PS             | 389 | 52,36  |  |  |
|                | Gérard Janel      | DIV            | 164 | 22,07  |  |  |
|                | Jean-Luc Gauthier | UMP            | 161 | 21,67  |  |  |
|                | Pascal Reuillard  | PCF            | 87  | 11,71  |  |  |
|                | Isabelle Cassar   | PCF            | 81  | 10,90  |  |  |
|                | Wilfrid Sejeau    | EELV           | 30  | 4,04   |  |  |
|                | Valérie Renard    | FN             | 29  | 3,90   |  |  |
|                |                   |                |     |        |  |  |
| Inscrits       | Inscrits          | Inscrits       | 761 | 100,00 |  |  |
| Abstentions    | Abstentions       | Abstentions    | 13  | 1,71   |  |  |
| Votants        | Votants           | Votants        | 748 | 98,29  |  |  |
| Blancs et nuls | Blancs et nuls    | Blancs et nuls | 5   | 0,66   |  |  |
| Exprimés       | Exprimés          | Exprimés       | 743 | 97,63  |  |  |

## Présentation des candidats et des suppléants
| T/S | Candidats | Candidats           | Parti | Principale fonction                                     |
| --- | --------- | ------------------- | ----- | ------------------------------------------------------- |
| T   |           | Pascal Reuillard    | PCF   | Conseiller général, maire de Varennes-Vauzelles         |
| S   |           | Isabelle Cassar     | PCF   | Maire de Chaulgnes                                      |
| T   |           | Anne Emery-Dumas    | PS    |                                                         |
| S   |           | Fabien Bazin        | PS    | Conseiller général du Canton de Lormes, maire de Lormes |
| T   |           | Jacques Baudhuin    | UMP   |                                                         |
| S   |           | Andréa Mazet        | UMP   |                                                         |
| T   |           | Valérie Renard      | FN    |                                                         |
| S   |           | Marcel Stephan      | FN    |                                                         |
| T   |           | Chantal de Thoury   | AR    |                                                         |
| S   |           | Robert de Prévoisin | AR    |                                                         |

## Résultats
| Candidats                | Candidats                | Parti                    | Nuance                   | Premier tour | Premier tour |
| Candidats                | Candidats                | Parti                    | Nuance                   | Voix         | %            |
| ------------------------ | ------------------------ | ------------------------ | ------------------------ | ------------ | ------------ |
|                          | Anne Emery-Dumas         | PS                       | SOC                      | 437          | 60,03        |
|                          | Jacques Baudhuin         | UMP                      | UMP                      | 141          | 19,37        |
|                          | Pascal Reuillard         | PCF                      | COM                      | 98           | 13,46        |
|                          | Valérie Renard           | FN                       | FN                       | 38           | 5,22         |
|                          | Chantal de Thoury        | AR                       | AUT                      | 14           | 1,92         |
|                          |                          |                          |                          |              |              |
| Suffrages exprimés       | Suffrages exprimés       | Suffrages exprimés       | Suffrages exprimés       | 728          | 96,94        |
| Votes blancs et nuls     | Votes blancs et nuls     | Votes blancs et nuls     | Votes blancs et nuls     | 23           | 3,06         |
| Total                    | Total                    | Total                    | Total                    | 751          | 100          |
| Abstention               | Abstention               | Abstention               | Abstention               | 17           | 2,21         |
| Inscrits / participation | Inscrits / participation | Inscrits / participation | Inscrits / participation | 768          | 97,79        |